# Rolls-Royce Olympus
Rolls-Royce Olympus är en brittisk jetmotor med axialkompressor utvecklad och tillverkad av Bristol Aeroplane Company som senare gick upp i Rolls-Royce. Motorn var världens första jetmotor med dubbla rotorer, detta innebar att kompressorn var uppdelad i en högtryckskompressor och en separat lågtryckskompressor som drev av varsin turbin via koncentriskt arrangerade axlar. Genom att de två kompressorerna kunde rotera med olika varvtal relativ varandra så kunde motorn konstrueras för högre kompressionsförhållanden utan att det skulle medföra problem vid start och vid snabba varvtalsförändringar.
Både det brittiska bombplanet Avro Vulcan och passagerarflygplanet Concorde använde versioner av jetmotorn.

## Marinvarianter
Olympusmotorn kom att användas som bas för en serie gasturbiner för marint bruk. Den ursprungliga jetmotorn försågs med en separat kraftturbin utan att några större omkonstruktioner av jetmotorn behövdes. Det första fartyget som använde Olympus-gasturbinen var den finska korvetten Turunmaa som började provturer i början av 1968. Det första brittiska fartyget som använde Olympus-motorn var HMS Exmouth, en fregatt ur Blackwood-klassen, som byggdes om från att ha använt ångturbiner.

### Olympus TM1
Nominell effekt 23 200 hk.
- Finlands marin
  - Turunmaa-klass
- Royal Navy
  - HMS Exmouth
  - HMS Bristol

### Olympus TM2
Nominell effekt 23 200 hk, endast mindre skillnader mot Olympus TM1.
- Iranska flottan
  - Alvand-klass fregatter
- Malaysiska flottan
  - KD Rahmat
- Libyska flottan
  - Dat Assawari

### Olympus TM3
Nominell effekt 28 000 hk.
- Royal Navy
  - Invincible-klass hangarfartyg
  - Sheffield-klass jagare
  - Amazon-klass fregatt
  - Broadsword-klass fregatt
- Argentinas flotta
  - Almirante Brown-klass fregatter
- Brasiliens flotta
  - Niteroi-klass fregatter
- Nigerianska flottan
  - Aradu (F89)
- Thailands flotta
  - HTMS Makut Rajakumarn
- Greklands flotta
  - Elli-klass
- Frankrikes flotta
  - Georges Leygues-klass
- Belgiska flottan
  - Wielingen-klass
- Nederländernas flotta
  - Tromp-klass fregatter
  - Kortenaer-klass
  - Jacob van Heemskerck-klass
- Japans marina självförsvarsstyrkor
  - JDS Ishikari
  - Yubari-klass
  - Hatsuyuki-klass